# Gustav Herglotz
Gustav Herglotz (Volary, 2 febbraio 1881 – Gottinga, 22 marzo 1953) è stato un matematico tedesco, maggiormente noto per i suoi contributi alla teoria della relatività e alla sismologia.